# Васильев, Александр Геннадьевич
Александр Геннадьевич Васильев (род. 30 июля 1948 года) — советский и российский юрист, следователь МВД СССР, политик, депутат Государственной Думы ФС РФ первого созыва

## Биография
Получил высшее образование на юридическом факультете Иркутского государственного университета.
С 1972 по 1989 год работал следователем, начальником следственного отдела, заместителем начальника УВД в системе МВД СССР. С 1989 по 1993 год работал заместителем председателя исполкома города Дудинка Красноярского края, первым заместителем главы администрации города Дудинка Красноярского края.
В 1993 году избран депутатом Государственной думы I созыва по Таймырскому (Долгано-Ненецкому) одномандатному избирательному округу № 219, (Таймырский (Долгано-Ненецкий) автономный округ, Красноярский край).
В Государственной думе первого созыва был членом комитета по законодательству и судебно-правовой реформе, входил во фракцию партии «Яблоко», в депутатскую группу «Новая региональная политика».